# Сонце турмалінове
Сонце турмалінове – у мінералогії - радіально-променисті зростки голчастих кристалів турмаліну. Діаметр їх, як правило, складає від 0,5-2 см до перших дециметрів.
Звичайно спостерігаються в тріщинах гірських порід. 